# Diatraea pittieri
Diatraea pittieri là một loài bướm đêm trong họ Crambidae.